# Charles Hansen
Charles Hansen, född 30 december 1903 i Köpenhamn, död 24 september 1944, var en dansk skådespelare.
Han blev nedskjuten av en patrull under sista året av den nazityska ockupationen av Danmark och är begravd på Vestre Kirkegård i Köpenhamn.

## Filmografi
- 1941 – Lärarinna på vift
- 1933 – Hemslavinnor
- 1927 - Vester Vov-Vov